# Jacaleapa
Jacaleapa es un municipio del departamento de El Paraíso en la República de Honduras.

## Toponimia
Recibió su nombre de un río que pasa inmediato a él, significa en mexicano "En el agua de las Chozas".

## Límites
| Orientación | Límite                               |
| ----------- | ------------------------------------ |
| Norte       | Municipio de Teupasenti, El Paraíso  |
| Sur         | Municipio de San Matías, El Paraíso  |
| Este        | Municipio de Danlí, El Paraíso       |
| Oeste       | Municipio de Potrerillos, El Paraíso |
| Oeste       | Municipio de Yuscarán, El Paraíso    |

## Historia
En 1801, en el recuento de población de 1801 figuraba como Xacaliapa formando parte de la Tenencia de Danlí.
En 1869, al crearse el Departamento de El Paraíso , Jacaleapa era uno de los municipios del distrito de Danlí.
En 1904 (8 de abril), se le anexan los caseríos:
- El Potrero de la Concepción,
- El Salto,
- El Espinito,
- El Potrero de San Matías,
- El Valle de San Jerónimo,
- El Guayacán y
- El Barro, que las tenía Danlí,

En 1907, Jacaleapa se anexa de nuevo a Danlí.

## División Política
Aldeas: 3 (2013)
Caseríos:
| Código | Aldea                                 |
| ------ | ------------------------------------- |
| 070601 | Jacaleapa (la cabecera del municipio) |
| 070602 | La Chorrera                           |
| 070603 | Lomas Limpias                         |